# Massimo II Hakim
Massimo II, nato Maximos Hakim (Aleppo, 1689 – Damasco, 15 novembre 1761), è stato arcieparca di Aleppo e secondo patriarca della Chiesa melchita.

## Biografia
Massimo Hakim nacque ad Aleppo nel 1689 circa. Entrò nell'Ordine Basiliano Soarita e il 29 novembre 1729 ne divenne superiore generale. Dopo che nel 1732 Gerasimos aveva dato le sue dimissioni da arcivescovo di Aleppo, Hakim fu proclamato dalla popolazione aleppina, sia cattolica che ortodossa, nuovo arcivescovo il 23 maggio 1733. Nel 1750 il patriarca di Costantinopoli nominò un vescovo ortodosso per la sede di Aleppo; da questo momento la gerarchia aleppina fu definitivamente divisa; ma fu proprio a causa di questa situazione che Hakim dovette rifugiarsi in Libano.
Il 30 luglio 1759 l'anziano patriarca melchita Cirillo VI Tanas convocò un sinodo dei vescovi melchiti, dove rassegnò le dimissioni e scelse come suo successore Michel Jawhar; questi venne eletto patriarca assumendo il nome di Atanasio.
L'elezione di Jawhar fu sostenuta dai vescovi dell'Ordine Salvatoriano (sia Cirillo VI che Jawhar erano Salvatoriani), ma venne contestata dai vescovi appartenenti all'altro ordine melchita, quello dei Basiliani Soariti, che consideravano l'elezione nulla, in quanto Jawhar non aveva l'età prevista dalla tradizione melchita per essere consacrato vescovo (26 anni). La Santa Sede, ignara che la nomina di un nipote era una consuetudine in uso nella Chiesa melchita prima dell'unione con Roma, non confermò né l'abdicazione di Cirillo VI né di conseguenza l'elezione di Jawhar ed il 1º agosto 1760 nominò patriarca al suo posto, ex auctoritate Apostolica, il soarita Massimo Hakim.
Il legato apostolico Domenico Lanza, latore di questa nomina, arrivò in Libano il 3 giugno del 1761 e il 29 luglio convocò un sinodo dei vescovi melchiti per formalizzare la nomina di Hakim. Il nuovo patriarca morì poco dopo, il 15 novembre 1761.

## Genealogia episcopale e successione apostolica
La genealogia episcopale è:
- Vescovo Filoteo di Homs
- Patriarca Eutimio III di Chios
- Patriarca Macario III Zaim
- Vescovo Leonzio di Saidnaia
- Patriarca Atanasio III Dabbas
- Arcivescovo Gerasimos Saigh, B.C.
- Patriarca Massimo II Hakim

La successione apostolica è:
- Arcivescovo Ignace Jarbou (1761)
- Vescovo Philippe Qussayr, B.C. (1761)
- Vescovo Joseph Safar (1761)